# جيمس راندولف هابل
جيمس راندولف هابل هو محامي وسياسي أمريكي، ولد في 13 يوليو 1824 في مقاطعة ديلاوير في الولايات المتحدة، وتوفي في 26 نوفمبر 1890 في بيلفيل في الولايات المتحدة. نشط حزبياً في الحزب الجمهوري. وقد انتخب عضو مجلس النواب الأمريكي ‏.